# Man of the Hour
«Man of the Hour» — пісня американського рок-гурту Pearl Jam, написана для кінофільму «Велика риба» (2003).

## Історія створення
Ідея створення пісні для фільму належала режисерові Тіму Бертону. Він звернувся до вокаліста Pearl Jam Едді Веддера, і той погодився переглянути чорнову версію фільму разом з колегами по гурту. Музиканти були дуже зворушені побаченим, і вже за декілька днів з'явилась ця пісня. Автором слів та музики став сам Веддер, а запис відбувся в сіетльскій студії Studio X.
В пісні співається про юнака, який прощається зі своїм батьком. Акустична композиція вирізняється партією слайд-гітари у виконанні Майка Маккріді. Пісня вийшла не дуже типовою для Pearl Jam, але добре пасувала казковій та мрійливій атмосфері, притаманній фільмам Тіма Бертона.

## Вихід пісні
Дебютне виконання «Man of the Hour» відбулось в сіетльському Бенароя-холі 22 жовтня 2003 року. 26 листопада вона вийшла позаальбомним синглом, разом із демоверсією композиції, записаною вдома Едді Веддером. 10 грудня 2003 року відбувся прем'єрний показ фільму «Велика риба», де «Man of the Hour» грала під час завершальних титрів. 23 грудня на лейблі Sony Classical вийшов повноцінний саундтрек Big Fish, куди окрім пісні Pearl Jam та оригінальної музики Денні Елфмана увійшли записи Бінга Кросбі, Бадді Холлі, Елвіса Преслі та інших виконавців.
«Man of the Hour» не потрапила до американських музичних чартів, проте була номінована на отримання кінопремії «Золотий глобус», поступившись пісні Енні Леннокс «Into the West» з фільму «Володар перснів: Повернення короля». 2004 року також вийшов концертний альбом Pearl Jam Live at Benaroya Hall, що містив запис дебютного виконання пісні.

## Значення
«Man of the Hour» вважається критиками однією з найкращих пісень Pearl Jam. В журналі Kerrang! її поставили на 15 місце, звернувши увагу на тісний зв'язок Pearl Jam з кіноіндустрією, що розпочався ще 1991 року з саундтреку до фільму Кемерона Кроу «Одинаки». Сем Лоу назвав цю пісню «м'яко бринькаючим туманним внеском в дивну сучасну казку», відзначивши її сентиментальну енергію та красу. На сайті Consequence композиція посіла третє місце в списку кращих пісень Pearl Jam після 2000 року. На думку Жиля Леблана, «її мрійливий акустичний тон ідеально передав та доповнив дощовите бачення Тіма Бертона».